# Stiefenhofen
Stiefenhofen là một đô thị thuộc huyện Lindau trong bang Bayern nước Đức. Đô thị Stiefenhofen có diện tích 28,96 km², dân số thời điểm ngày 31 tháng 12 năm 2006 là 1743 người.